# Asplenium bavaricum
Asplenium bavaricum är en svartbräkenväxtart. Asplenium bavaricum ingår i släktet Asplenium och familjen Aspleniaceae.

## Underarter
Arten delas in i följande underarter:
- A. b. adulteriniforme
- A. b. bavaricum
- A. b. protoadulterinum